# بالانجيرو
بالانجيرو هي كومونا(بلدية) تقع في مدينة تورينو الحضرية في المنطقة الإيطالية بيدمونت، وتقع على بعد حوالي 25 كيلومترًا (16 ميلًا) شمال غرب تورين.
تحد بالانجيرو البلديات التالية: كوريو وكواسولو تورينيزي وماثي ولانزو تورينيزي وكافاس.